# ألكساندرو كيبتشيو
ألكساندرو كيبتشيو (بالرومانية: Alexandru Chipciu) (مواليد 18 مايو 1989) هو لاعب كرة قدم. يلعب مع منتخب رومانيا لكرة القدم. سبق له أن لعب في بطولة أمم أوروبا لكرة القدم 2016 مع منتخب بلاده.

## روابط خارجية
- ألكساندرو كيبتشيو على موقع الاتحاد الدولي (مؤرشف)  (الإنجليزية)
- ألكساندرو كيبتشيو على موقع الاتحاد الأوربي (الإنجليزية)
- ألكساندرو كيبتشيو على موقع قاعدة بيانات كرة القدم.إي يو (الإنجليزية)
- ألكساندرو كيبتشيو على موقع ناشيونال فوتبول تيمز (الإنجليزية)
- ألكساندرو كيبتشيو على موقع Soccerway.com (الإنجليزية)
- ألكساندرو كيبتشيو على موقع عالم كرة القدم.نت (الإنجليزية)
- ألكساندرو كيبتشيو على موقع كووورة
- ألكساندرو كيبتشيو على موقع AS.com (الإسبانية)